# Cuitláhuac (kommun)
Cuitláhuac är en kommun i Mexiko.   Den ligger i delstaten Veracruz, i den sydöstra delen av landet, 260 km öster om huvudstaden Mexico City. Antalet invånare är 26 265. Arean är 75 kvadratkilometer.
Terrängen i Cuitláhuac är huvudsakligen platt, men norrut är den kuperad.
Följande samhällen finns i Cuitláhuac:
- Cuitláhuac
- San Francisco
- San José de Abajo
- El Tamarindo
- División del Norte
- El Manantial
- La Pitahaya
- Trapiche Meza
- Anexo Dos Caminos
- Ampliación Manantial
- San Ángel
- El Cuajilote
- Rincón Zapote
- Piedra Gorda
- Puente Quebrado
- El Limón
- Plan de Ayala
- Mata de Caña